# 月隈
月隈（つきぐま）は、福岡県福岡市博多区の地名。大字下月隈・大字上月隈と月隈1丁目 - 6丁目・西月隈1丁目 - 6丁目・東月隈1丁目 - 5丁目（住居表示実施済）がある。2018年(平成30年)現在の人口9,105人、郵便番号は月隈が812-0858、下月隈が812-0855、西月隈が812-0857、東月隈が812-0854。

## 地理
博多区の東端、空港南側に位置する。北側は東平尾・東平尾公園・雀居・東那珂に、西側は板付に、南側は立花寺に、東側は浦田と志免町に接する。
西月隈の南端から西端に向かって北西に御笠川が流れている。御笠川の東側に国道3号と都市高速環状線・都市高速太宰府線が通り、月隈ジャンクションがある。空港の東側に県道45号、県道574号の重複区間が通る。東端から南端・南東端に向かって県道24号が通る。南端で福岡外環状道路が通る。
域内の丘陵地ではブドウの栽培が行われており、中でもマスカット・オブ・アレキサンドリアはこの地が福岡県内唯一の産地となっている。

### 河川
- 御笠川
- 上牟田川

## 歴史
1889年（明治22年）の町村制施行以前は上月隈村・下月隈村だったが、町村制施行後は席田郡席田村となった。1933年（昭和8年）4月1日に福岡市に編入され、1972年（昭和47年）4月1日に福岡市は政令指定都市となり、博多区の一部となった。

### 町域の変遷
| 住居表示実施後               | 実施年月日         | 住居表示実施前   |
| ---------------------------- | ------------------ | ---------------- |
| 月隈一丁目から月隈六丁目     | 1998年（平成10年） | 大字上月隈の一部 |
| 月隈一丁目から月隈六丁目     | 1998年（平成10年） | 大字下月隈の一部 |
| 西月隈一丁目から西月隈六丁目 | 1998年（平成10年） | 大字上月隈の一部 |
| 東月隈一丁目から東月隈五丁目 | 1988年（昭和63年） | 大字下月隈の一部 |

## 施設
- 福岡市立月隈小学校
- 福岡市立東月隈小学校
- 門司税関 福岡地区麻薬探知犬管理センター
- 福岡県警察機動隊総合訓練場
- 福岡県計量協会福岡市出張所
- 福岡市月隈パークゴルフ場
- 福岡市埋蔵文化財センター月隈収蔵庫
- 福岡市立東月隈公民館
- 博多の森ドッグパーク
- 福岡市立南福岡特別支援学校
- 月隈公園
- 上月隈中央公園
- 下月隈公園
- 航空安全の碑

## 交通

### 道路
- 福岡高速環状線
  - 月隈出入口
  - 西月隈出入口
- 福岡高速2号太宰府線
- 国道3号
- 福岡外環状道路
- 福岡県道24号福岡東環状線
- 福岡県道45号福岡空港線
- 福岡県道112号福岡日田線
- 福岡県道574号水城下臼井線
- 市道浦田宝満尾線
- 市道上月隈線
- 市道下月隈団地線
- 市道下月隈2号線
- 市道下月隈板付線

### バス
西鉄バスが運行しており、以下の停留所がある。
- 福岡県道45号福岡空港線・福岡県道574号水城下臼井線：宝満尾・月隈・上月隈・西月隈三丁目
- 市道浦田宝満尾線：席田中学校前・アクシオン福岡前・正手
- 福岡県道24号福岡東環状線：月隈団地
- 福岡県道112号福岡日田線：西月隈・板付・板付二丁目・新屋
- 市道下月隈2号線：下月隈